# Caiabu
Caiabu est une municipalité brésilienne de l'État de São Paulo et la Microrégion de Presidente Prudente.

## Démographie
| Évolution de la population (municipalité) | Évolution de la population (municipalité) | Évolution de la population (municipalité) | Évolution de la population (municipalité) |
| Année                                     | Population                                |                                           | %±                                        |
| ----------------------------------------- | ----------------------------------------- | ----------------------------------------- | ----------------------------------------- |
| 1960                                      | 8 678                                     |                                           | —                                         |
| 1970                                      | 7 012                                     |                                           | −19,2%                                    |
| 1980                                      | 3 702                                     |                                           | −47,2%                                    |
| 1991                                      | 3 854                                     |                                           | 4,1%                                      |
| 2000                                      | 4 077                                     |                                           | 5,8%                                      |
| 2010                                      | 4 072                                     |                                           | −0,1%                                     |
| 2022                                      | 3 712                                     |                                           | −8,8%                                     |
| ,                                         |                                           |                                           |                                           |